# Очерк о даре
«Очерк о даре» (также известно как «Дар») — эссе французского социолога Марселя Мосса. Легло в основу социальных теорий взаимовыгодного обмена и экономики дарения.
Оригинальная рукопись Мосса называлась фр. „Essai sur le don. Forme et raison de l'échange dans les sociétés archaïques“ («Очерк о даре: формы и причины обмена в архаических обществах») и в первый раз была опубликована в журнале L’Année Sociologique в 1923—1924 году. Впоследствии она была переиздана в виде книги на французском языке в 1950 году, а затем несколько раз переведена на английский язык: в 1954 году Яном Куннисом, в 1990 году В. Д. Холлсом, и в 2016 году Джейн И. Гайер. На русском языке эссе издано в 1996 году в переводе А. Б. Гофмана под названием «Очерк о даре: формы и причины обмена в архаических обществах», во втором издании 2012 года название было изменено на «Опыт о даре: формы и причины обмена в архаических обществах».

## Аргументация
Произведение Марселя Мосса посвящено, главным образом, изучению того, каким образом, благодаря обмену материальными объектами между группами людей выстраиваются межличностные отношения между членами этих групп.
Он анализирует экономическую сторону жизни различных, так называемых архаических, обществ и приходит к выводу, что всех их объединяет одна общая черта — практика взаимного обмена. В них он находит доказательства противоречивости предположений современных западных обществ об истории и характере обмена как такового. В своей работе Марсель Мосс говорит о том, что изначально система взаимного обмена строилась вокруг обязательств дать, получить и, что самое главное, переполучить какое-либо материальное благо. В то же время, обмен происходит не между отдельными лицами, а между группами людей, что является неотъемлемой частью «общего феномена», существование и работа которого направлена не только на создание благополучия и союзов в обществе, но и на достижение социальной солидарности, потому что «дар» охватывает все аспекты жизни общества: политику, экономику, религию, право, нравственность и эстетику. Автор использует сравнительный метод, когда анализирует дополнительно опубликованные знания об обычаях народов со всего мира, уделяя особое внимание жизненному укладу жителей Северо-западного побережья Тихого океана (в особенности потлачам), Полинезия (в частности тому, что именно племя Маори понимает под словом «хау»), и Меланезии (в особенности такому виду обмена, как «Круг Кула»).
В своем произведении Марсель Мосс приводит подробное описание практик взаимного обмена подарками, характерных для каждого из этих народов, а затем выделяет те характеристики, которые несмотря на некоторые расхождения, все же присущи каждой из этих практик. Из разрозненных доказательств он выстраивает модель человеческого общества, основанную на коллективной (в противоположность индивидуальной) практикой обмена.
При этом автор опровергает английские либеральные теории, такие как, например утилитаризм, в связи с тем, что, по его мнению, понятие обмена в них искажено. Мосс приходит к выводу о том, что программы социального обеспечения в состоянии восстановить некоторые моральные аспекты практики преподнесения дара в современных рыночных экономиках.

## Влияние
«Дар» сильно повлиял, в первую очередь, на науку антропологию, отдельный раздел которой посвящен исследованиям практик взаимовыгодного обмена и безвозмездной передачи предметов . В произведениях философов, художников и политических деятелей, в том числе Жоржа Батайя, Жака Деррида, Жана Бодрийяра, а в последнее время и в работах Дэвида Грэбера и британского теолога Джона Милбанка, также прослеживается влияние «Дара». Многие сегодня рассматривают работу Мосса в качестве руководства к тому, как преподнесение даров может улучшить образ жизни в целом. Практики преподнесения подарков и обмена Мосс описал как почти всегда корыстные, но в то же время полезные для других членов общества; главной чертой традиционного подарка по мнению автора является тот факт, что акт его передачи способствует двум этим человеческим аспектам одновременно.
Первое издание — Mauss M. Essai sur le don. Forme et raison de l'échange dans les sociétés archaïques // L’Année Sociologique, 1ère Année, 1923—1924, pp. 30-186.